# Semiothisa laguatia
Semiothisa laguatia är en fjärilsart som beskrevs av Louis Beethoven Prout 1917. Semiothisa laguatia ingår i släktet Semiothisa och familjen mätare. Inga underarter finns listade i Catalogue of Life.